# Distenia minor
Distenia minor là một loài bọ cánh cứng trong họ Cerambycidae.